# Zafer Özgültekin
Zafer Özgültekin (10 maart 1975) is een Turkse voormalig profvoetballer. Özgültekin speelde als keeper.